# بابک (شهر)
بابک (به لاتین: Babek) یک شهر در جمهوری آذربایجان است که در شهرستان بابک واقع شده‌است.

## ویژگی‌ها
بابک  ۳٬۲۵۲ نفر جمعیت دارد و ۸۲۷ متر بالاتر از سطح دریا واقع شده‌است.

## تاریخ
نام این شهر پیش از سال ۱۹۷۸ تازه‌کند بود اما پس از آن به افتخار سردار ایرانی بابک خرمدین،  شهر به نام بابک نامگذاری شد.